# Ђузепе Пино Граси
Ђузепе Пино Граси (Сплит, 1901 — 1962) је био југословенски вајар и клесар италијанског порекла. Због његовог клесарског умећа назван је „чаробњак за обраду камена”.

## Живот и рад
Ђузепе Граси, рођен је 1901. године у Сплиту. Потиче из чувене вајарско-клесарске уметничке породице којој је клесање камена представљало драгоцено знање што се преносило с колена на колено. Његов отац, Зефирино, чувени вајар, школован у Милану, рођен је у месту Ранкате, у кантону Тићино, који припада италијанском делу Швајцарске. Отац Пина Грасија је по завршеној миланској академији Брера, добио посао у Сплиту на обнови звоника катедрале Светог Дује. Потом се оженио Ђованином Павацом, добио децу и отворио вајарско-клесарску радионицу у којој су своја прва знања стекли многи вајари из Далмације, од којих ће најпознатији постати Тома Росандић.
Ђузепе Пино Граси је аутор бројних значајних клесарских дела. Мало је познато да је управо Пино Граси у камену исклесао неке од најчувенијих скулптура Томе Росандића и Ивана Мештровића. Пино Граси први пут долази у Београд 1924. године како би у камену извео неке Росандићеве скулптуре. Након тога одлази у Париз где проводи годину дана у атељеима познатих француских вајара Сарабезола, Судбињина и Бурдела а потом одлази у Милано код највећег италијанског класичара камена Адолфа Вилда. Други пут долази у Београд 1928. године и ту остаје до краја свог живота. Убрзо по доласку у Београд, Пино Граси почиње да изводи радове у камену због чега ће постати један од најтраженијих и најчувенијих југословенских вајара-клесара.
Осим као уметник, Пино Граси се истакао и као добар педагог. Од 1939. године када је основана Школа за примењену уметност, Граси је предавао обраду камена. Тај предмет је предавао све до 1948. године када је школа прерасла у Академију за примењену уметност. Био је упамћен као омиљени професор и поштован колега. Пино Граси се женио два пута. Први пут Цељанком Вилмом Гесек а други пут са својом колегиницом, такође вајарком, Љубинком Савић Граси с којом има сина Зефирина Грасија. Ђузепе Пино Граси је умро 1962. године. и то изненада, током породичног летовања у Супетру на Брачу, где је и сахрањен.

## Најзначајнија вајарска дела
- скулптуре у камену на маузолеју породице Рачић у Цавтату
- скулптуре у камену по нацртима вајара Томе Росандића
- скулптуре у камену на маузолеју породице Петриновић у Супетру на Брачу
- скулпторски радови на згради Француске амбасаде у Београду
- скулптуре у камену „Борац” и „Уморни борац” по нацртима вајара Томе Росандића
- портрет Николе Пашића у Дому Народне скупштине
- скулптуре у камену „Жена под велом” по нацртима вајара Петра Убавкића
- скулптуре девојака под велом по нацртима вајара Ђорђа Јовановића
- две фигуре у камену „Атлете” по нацртима вајара Ђорђа Стијовића
- грифони по нацртима вајара Петра Палавичинија
- сви скулпторски радови у камену за башту Француске амбасаде у Београду, по нацртима вајара Петра Палавичинија
- биста Растка Петровића
- биста Јована Дучића
- велика фигура Карађорђа по моделу вајара Франа Кршинића, за Дом Народне скупштине
- скулптуре и украси на Старом двору на Дедињу

- Маузолеј породице Рачић у Цавтату
- Маузолеј породице Петриновић, Супетар, Брач
- Зграда амбасаде Француске у Београду
- Скулптура "Уморни борац" по нацртима Томе Росандића
- Скулптура "Жена под велом"